# Orichowe (Krym)
Orichowe (ukr. Оріхове, ros. Орехово, Oriechowo) – wieś na Ukrainie, w Autonomicznej Republice Krymu (de iure stanowiącej integralną część państwa ukraińskiego, w 2014 anektowanej przez Rosję i odtąd funkcjonującej jako Republika Krymu), w rejonie sakskim. W 2001 liczyła 3159 mieszkańców, wśród których 590 wskazało jako ojczysty język ukraiński, 2345 rosyjski, 154 krymskotatarski, 1 mołdawski, 1 rumuński, 15 białoruski, 16 ormiański, 2 niemiecki, a 36 inny. Według spisu ludności przeprowadzonego przez okupacyjne władze rosyjskie populacja wsi w 2014 wynosiła 3049, a w 2021 – 3008 osób.